# Paola Tapia
Paola Alejandra Tapia Salas (Viña del Mar, 9 de agosto de 1975) es una abogada y política chilena. Ejerció como ministra de Transportes y Telecomunicaciones de su país durante el segundo gobierno de la presidenta Michelle Bachelet entre  marzo de 2017 y marzo de 2018. Desde el 16 de marzo de 2022, se desempeña como directora de Transporte Público Metropolitano.

## Carrera profesional y pública
Tapia estudió en la Facultad de Derecho de la Pontificia Universidad Católica de Chile (PUC), titulándose como abogada. Posee un magíster en Derecho de la Pontificia Universidad Católica de Valparaíso (PUCV), y diplomados en Gerencia Pública y en Políticas Públicas, ambos de la Universidad de Chile. Ha sido profesora en la Facultad de Ciencias Jurídicas y Sociales de la Universidad de Talca.
Desde el año 2004 trabaja en el Ministerio de Transportes y Telecomunicaciones, en donde inicialmente se desempeñó en el Departamento de Fiscalización. En abril de 2006 asumió como directora de la División Legal de la Subsecretaría de Transportes, mientras era ministro Sergio Espejo, y como segunda subrogante del subsecretario de Transportes. Posteriormente fue asesora del ministro René Cortázar (2007-2010). Durante la primera administración del presidente Sebastián Piñera fue abogada de la Junta Aeronáutica Civil (JAC).
En 2013, con el segundo gobierno de Michelle Bachelet, regresó al Ministerio, siendo asesora del ministro Andrés Gómez-Lobo en materias legislativas, periodo en el que también ha sido vicepresidenta de Tren Central (hasta 2014) y consejera del Sistema de Empresas Públicas del Ministerio de Economía, Fomento y Turismo. El 14 de marzo de 2017 asumió como ministra de Transportes y Telecomunicaciones, tras la renuncia de Gómez-Lobo. Con ello se convirtió en la primera mujer en asumir ese cargo desde la creación del Ministerio en 1974. Luego, entre 2019 y 2022 fue directora de la carrera de derecho en la Universidad Central de Chile.
Se inscribió como candidata independiente a las elecciones de convencionales constituyentes de 2021 en representación del distrito n° 7 (correspondiente a las comunas de Valparaíso, Concón, Viña del Mar, Algarrobo, Cartagena, Casablanca, El Quisco, El Tabo, San Antonio, Santo Domingo, Isla de Pascua y Juan Fernández), formando parte del pacto Lista del Apruebo bajo cupo del Partido por la Democracia (PPD), sin resultar electa.
Bajo el gobierno de Gabriel Boric, el 16 de marzo de 2022, fue nombrada como directora de Transporte Público Metropolitano, órgano asesor del Ministerio de Transportes y Telecomunicaciones.